# Андижанське повстання (1898)
Андижа́нське повста́ння 1898 — антиросійське повстання у місті Андижані та його околицях (Ферганська долина, Середня Азія). 

| Андижанське повстання було, фактично, першим протестом Туркестану проти хижацької політики російського імперіалізму в Середній Азії [1]. Оригінальний текст (рос.) Андижанское восстание было, фактически, первым протестом Туркестана против хищнической политики русского империализма в Средней Азии. |
Проходило під гаслом газавату, мало на меті відновлення незалежності Кокандського ханства.

## Передумови
1876 року Кокандське ханство було включене до Російської імперії. За більш ніж 20 років російського панування  відбулося значне збідніння місцевого населення внаслідок подвійної експлуатації російськими банками, царським державним апаратом, промисловцями та місцевими феодалами і торговим капіталом. Місцеві феодали та духівництво, що також страждали від російського зиску, вирішили використати антиросійські настрої населення.

## Перебіг подій
Ідейними керівниками повстання виступили релігійні діячі — ішани. Були висунуті лозунги збереження чистоти ісламу, традиційного укладу життя, державної незалежності від «невірних».
Повстання розпочалося в кишлаку Мінг-Тюбе, поблизу Андижана. 
В ніч на 30 (18) травня 1898 року 2 тисячі повстанців на чолі з Ішаном Мадалі напали на табір двох рот російського війська. Було вирізано 21 військовика та поранено 29-теро. Піднята по тривозі друга рота дала залп, від якого беззбройні нападники розбіглися.
Подібні виступи відбулися також в інших місцях російського Туркестану. Внаслідок невдач та недостатньої організованості цих виступів не сталося поширення повстання. 
Стривожений виступами царський уряд направив до Андижана значні військові сили.
Щодо затриманих повстанців були вжиті жорстокі заходи: 18 чоловік, на чолі з ішаном Уста-Ходша-Магомет-Алі-Халфа були страчені, 344-х було заслано на каторгу — з них 147 на 20 років. Було знищено три поселення, конфісковано на користь казни 8240 десятин землі та накладений штраф на населення. 
Потому окремі виступи проти російського панування мали місце у різних місцевостях та у різний час (наприклад, у Ташкенті), але Андижанське повстання було найбільшим виступом місцевого населення проти захоплення Туркестану Росією.